# Bryoptera canidentata
Bryoptera canidentata är en fjärilsart som beskrevs av W. Warren 1904. Bryoptera canidentata ingår i släktet Bryoptera och familjen mätare. Inga underarter finns listade i Catalogue of Life.